# 1219 Britta
1219 Britta è un asteroide della fascia principale del diametro medio di circa 11,43 km. Scoperto nel 1932, presenta un'orbita caratterizzata da un semiasse maggiore pari a 2,2130295 UA e da un'eccentricità di 0,1251632, inclinata di 4,41563° rispetto all'eclittica.
L'origine del suo nome è sconosciuta.